# Ivy George
Ivy Rose George (Los Ángeles, 16 de mayo de 2007) es una actriz estadounidense, conocida por interpretar el papel de Leila en la película de 2015 Paranormal Activity: The Ghost Dimension. Ivy también apareció en la serie de televisión Big Little Lies como Amabella Klein e interpretó a Maya en la serie de 2014 Girl Meets World.

## Carrera
El primer trabajo de actuación profesional de George se dio a los 6 años en una escena junto a Robin Williams en la serie The Crazy Ones. Luego pasó a ser la estrella invitada en otras series de televisión, incluidas Kirby Buckets y Agent Carter. Luego integró el elenco de las series Girl Meets World y Big Little Lies, y realizó una pequeña aparición en la serie de David Lynch Twin Peaks. Ivy también ha aparecido en algunas películas, incluidas Paranormal Activity: The Ghost Dimension y Brimstone.

## Filmografía

### Cine
| Año  | Título                                     | Rol                | Notas |
| ---- | ------------------------------------------ | ------------------ | ----- |
| 2014 | Curse of the Slender Man                   | Felicity           |       |
| 2015 | Paranormal Activity: The Ghost Dimension   | Leila Fleege       |       |
| 2015 | Krampus                                    | Perchta            | Voz   |
| 2016 | 13 Horas: Los soldados secretos de Bengasi | Emily Silva        |       |
| 2016 | The Veil                                   | Sarah              |       |
| 2017 | Brimstone                                  | Sam                |       |
| 2017 | Literally Right Before Aaron               | Niña de las flores |       |
| 2019 | Killer Therapy                             | Aubrey de joven    |       |

### Televisión
| Año  | Título              | Rol            | Notas                                                                                      |
| ---- | ------------------- | -------------- | ------------------------------------------------------------------------------------------ |
| 2014 | The Crazy Ones      | Niña           | Episodio: "The Monster"                                                                    |
| 2014 | About a Boy         | Niña           | Episodio: "About a Boy's Dad"                                                              |
| 2014 | Sam & Cat           | Tawny          | Episodio: "#WeStealARockStar"                                                              |
| 2015 | Kirby Buckets       | Meaghan        | Episodio: "War and Pizza"                                                                  |
| 2016 | Agent Carter        | Agnes Cully    | Episodio: "Smoke & Mirrors"                                                                |
| 2016 | Girl Meets World    | Maya           | Episodios: "Girl Meets the Bay Window", "Girl Meets Bear", "Girl Meets World: Of Terror 3" |
| 2016 | Better Things       | Morgan         | Episodio: "Duke's Chorus"                                                                  |
| 2017 | Big Little Lies     | Amabella Klein | 6 episodios                                                                                |
| 2017 | Twin Peaks          | Niña de 5 años | 1 episodio                                                                                 |
| 2017 | Tangled: The Series | Rapunzel       | Episodio: "Pascal's Story"                                                                 |